# Cultura Machalilla
Machalilla és una cultura precolombina localitzada a la zona costanera de la part sud de l'actual Equador (Manabí, península de Santa Elena). La seva època d'esplendor va ser entre el 1800 aC i el 1000 aC, aproximadament i s'emmarca dins del període formatiu mitjà de la història de l'Equador. Segons els arqueòlegs Betty Meggers and Clifford Evans, la cultura Machalilla va rebre l'influx, per mar, de cultures mesoamericanes i posteriorment va quedar integrada dins la cultura Chorrera.
Aquesta cultura va sorgir en un ambient de bosc sec i matolls espinosos, amb un accés als boscos humits de les terres més altes. En aquest escenari, la cultura Machalilla es dedicà a l'agricultura intensiva complementada amb caça i pesca. Els seus enterraments formaven grans cementiris, en les tombes dels quals destaca el costum de cobrir el cadàver amb una reproducció en ceràmica de la closca d'una tortuga.
Pel que fa a la cultura material, es pot considerar emparentada amb l'anterior cultura Valdivia, amb una clara evolució en el treball de la ceràmica, tot i que les figuretes de ceràmica es consideren de menor qualitat que les de la cultura Valdivia. És significatiu d'aquesta cultura la deformació dels cranis, en sentit vertical i occipital, deformació que també queda representada en les figures de ceràmica i que segurament respon a qüestions estètiques i a indicació de posició social. També són característics els recipients amb nanses en forma d'estrep i la decoració de bandes vermelles.